# Lugari (huyện)
Huyện Lugari là một huyện thuộc tỉnh Western ở Kenya. Theo điều tra dân số ngày 24 tháng 8 năm 1999, huyện này có dân số 215920 người. Huyện Lugari có diện tích 670 km². Huyện lỵ đóng tại Lugari.